# 사라 콜라크
사라 콜라크(크로아티아어: Sara Kolak, 1995년 6월 22일~)는 크로아티아의 육상 선수로 주 종목은 창던지기이다. 2016년 하계 올림픽 여자 창던지기에서 금메달을 획득했다.
현재 크로아티아 여자 창던지기 국가 기록을 보유하고 있다.